# Dru Berrymore

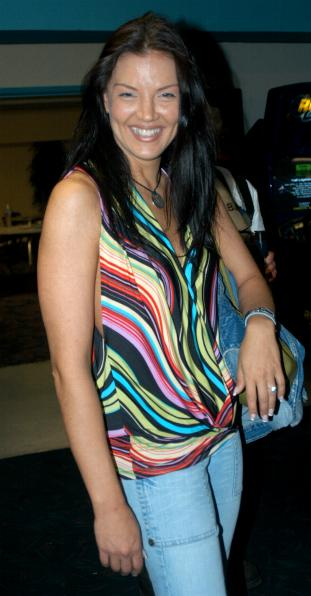
Dru Berrymore (2005)

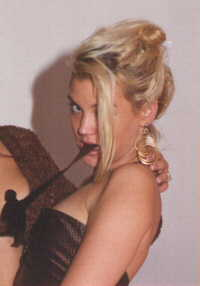
Dru Berrymore

Dru Berrymore (eigentlicher Name: Nicole Tanja Hilbig; * 11. August 1969 in West-Berlin) ist eine ehemalige deutsche Pornodarstellerin. Nachdem sie in die USA ausgewandert war, startete sie dort Anfang der 1990er ihre Karriere zunächst als Darstellerin in Softpornos. Im Laufe der Jahre wechselte sie zu Hardcore-Filmen, von denen sie auch einige in Deutschland produzierte.

## Leben
Nicole Hilbig wanderte gemeinsam mit ihrem damaligen Freund im Herbst 1989 in die USA aus. Sie arbeitete zuerst als Statistin in Spielfilmen und Bühnenbildnerin in Los Angeles. Dabei war sie auch in kleineren Rollen bei US-Produktionen wie Baywatch und Stirb langsam 2 zu sehen. Danach begann sie ihre Karriere beim Erotik-Wrestling und Tabledance. Das Pseudonym Dru Berrymore erhielt Hilbig eher unfreiwillig in den Vereinigten Staaten aufgrund ihrer äußerlichen Ähnlichkeit mit der Schauspielerin Drew Barrymore. Obwohl Hilbig bereits andere Psyeudonyme hatte, veröffentlichte die Firma Starmaker Video einen Bondage-Film, in dem sie Hilbig ohne deren Einwilligung Dru Berrymoore nannte. Der Name war direkt sehr beliebt und etablierte sich daher, ohne dass Hilbig daran etwas hätte ändern können. Lediglich die Schreibweise änderte sich nach einiger Zeit zu Dru Berrymore. Nachdem sie sich als Dru Berrymore in den USA einen Namen gemacht hatte, kehrte sie 1993 nach Deutschland zurück und begann im selben Jahr mit dem Drehen von Pornofilmen. Grund dafür war nach Aussage Hilbigs, dass ihr Ex-Freund sie im Zuge der Trennung finanziell ruiniert hatte und sie eine neue Möglichkeit benötigte, um an Geld zu kommen. Außerdem habe sie schon so viel im Softcore-Bereich gearbeitet, dass Aufträge dort langsam ausblieben, weil der Absatzmarkt für ihre Produkte rapide schrumpfte. Sie blieb allerdings nicht lange in ihrer Heimat und kehrte bald in die Vereinigten Staaten zurück.
Im Spielfilm Strange Days von Kathryn Bigelow spielte sie 1995 in einer Nebenrolle mit. 1998 kehrte Berrymore nochmals kurzzeitig nach Deutschland zurück und spielte beispielsweise die Helen Duval in der gleichnamigen Pornoserie. 2004 erhielt sie zusammen mit Steven St. Croix, Taylor St. Clair, Savanna Samson und anderen einen AVN Award für die Beste Gruppensexszene (Film) in Looking In von Paul Thomas. Außerdem hatte sie einen kurzen Auftritt als Pornodarstellerin in David Lynchs Film Lost Highway. In Deutschland wurde sie durch eine eigene Rubrik in der wöchentlichen Fernsehsendung Wa(h)re Liebe auf VOX einer breiteren Öffentlichkeit bekannt.
Später versuchte sie sich neben der Förderung von Nachwuchstalenten selbst im Direktmarketing via Homepage. Zunächst lief dieser Versuch als Begleitservice mit sexuellen Dienstleistungen für jedermann, danach als Vertrieb von individuellen Pornos nach Drehbuch des Bestellers.
Sie war von August 2000 bis Dezember 2003 mit dem US-Pornodarsteller Rafe verheiratet.

## Filmografie (Auswahl)
- 2001: Pussyman’s Decadent Divas 11, 13
- 2002: No Man’s Land 36
- 2003: The Violation of… Briana Banks
- 2007: Spunk’d – The Movie

## Auszeichnungen
- AVN Award 2004 Best Supporting Actress in Heart of Darkness
- AVN Award 2004 Best Group Sex Scene in Looking In
- 2004 AVN Award – Best All-Girl Sex Scene – Snakeskin